# لغات آرامية حديثة
اللغات الآرامية الحديثة أو اللغات الآرامية المعاصرة هي لسن آرامية محكية كلغات محلية من القرون الوسطى وحتى التاريخ المعاصر، والتي تطورت من اللهجات الآرامية الوسطى (حوالي 1200 م).
يستثني هذا المصطلح اللغات الآرامية التي كانت تُستخدم كلغة أدبية، ولغة مقدسة، أو لغة كلاسيكية (على سبيل المثال اللغة السريانية الكلاسيكية أو اللغة المندائية الكلاسيكية). بالرغم من ذلك، لاتزال تلك اللغات تؤثر على العامية واللغات الآرامية الحديثة.
معظم اللغات الآرامية الحديثة تتبع الآرامية الشرقية التي يتحدثها السريان بشكل رئيسي من العراق والمناطق المجاورة له، والذين ينتمون إلى كنيسة المشرق الآشورية، الكنيسة الكلدانية الكاثوليكية (الآشوريون الكاثوليك)، الكنيسة السريانية الأرثوذكسية، كنيسة المشرق القديمة، والكنيسة الإنجيلية البروتستانتية الآشورية.
بالمقابل، تُعتبر الآرامية الغربية الحديثة اللغة الوحيدة التي لم تنقرض من بين اللغات الآرامية الغربية،(آرامية مسيحية فلسطينية - آرامية سامرية - آرامية يهودية فلسطينية) والتي يتحدثها اليوم سكان ثلاثة قرى تقع في سلسلة جبال لبنان الشرقية في غرب سوريا.
يُشار بالذكر إلى أن أعداد الآشوريين بدأت تتقلص بشكل كبير وواضح بعد عام 2014، كما أن هناك عدد كبير من الجيل الصغير الحالي لايتكلم هذه اللغات.